# Auchel
Auchel är en kommun i departementet Pas-de-Calais i regionen Hauts-de-France i norra Frankrike. Kommunen ligger i kantonen Auchel som tillhör arrondissementet Béthune. År 2022 hade Auchel 10 124 invånare.

## Befolkningsutveckling
Antalet invånare i kommunen Auchel
| Referens: INSEE |